# Кишик
Ки́шик (рос. Кышик) — село у складі Ханти-Мансійського району Ханти-Мансійського автономного округу Тюменської області, Росія. Адміністративний центр та єдиний населений пункт Кишиківського сільського поселення.
Населення — 844 особи (2017, 806 у 2010, 753 у 2002).
Національний склад станом на 2002 рік: ханти — 57 %, росіяни — 37 %.